# والس خداحافظی
والس خداحافظی (چکی: Valčík na rozloučenou) نام یکی از رمان‌های میلان کوندرا است که به زبان چکی در سال ۱۹۷۲ منتشر شد و در سال ۱۹۷۶ ترجمه فرانسوی این رمان به چاپ رسید. این کتاب توسط عباس پژمان به فارسی ترجمه و انتشارات روشنگران و مطالعات زنان آن را منتشر کرده است. 